# Evangelos Koronios
Evangelos Koronios, En Griego:Ευάγγελος "Άγγελος" Κορωνιός, (nacido el 16 de marzo de 1969 en Atenas, Grecia) es un exjugador y entrenador de baloncesto griego. Con 1.86 de estatura, su puesto natural en la cancha era el de base.

## Trayectoria
- Peristeri BC (1986-1998)
- AEK Atenas BC (1998-2000)
- PAOK Salónica BC (2000-2001)
- Maroussi BC (2001-2003)
- Panionios BC (2003-2004)
- Olympiacos BC (2004-2005)